# 唐納森維爾 (印第安納州)
唐納森維爾（英語：Donaldsonville）是位於美國印第安納州克萊縣的一個非建制地區。該地的面積和人口皆未知。

## 地理
唐納森維爾的座標為39°31′45″N 87°05′56″W / 39.52917°N 87.09889°W，而該地的平均海拔高度為209米（即686英尺）。